# Phyllophorina bakeri
Phyllophorina bakeri är en insektsart som först beskrevs av Heinrich Hugo Karny 1921.  Phyllophorina bakeri ingår i släktet Phyllophorina och familjen vårtbitare. Inga underarter finns listade i Catalogue of Life.